# وزارت محیط زیست و منابع طبیعی (ایسلند)
وزارت محیط زیست و منابع طبیعی (ایسلندی: Umhverfis- og auðlindaráðuneytið) یکی از وزارتخانه‌های کابینه ایسلند است که در ۲۳ فوریه ۱۹۹۰ تأسیس شد. در ابتدا وزارت محیط زیست نامیده می‌شد اما در ۱ سپتامبر ۲۰۱۲ به نام فعلی تغییر نام داد. این وزارتخانه بر موضوعات مختلف مربوط به محیط زیست نظارت می‌کند، از جمله حفاظت از طبیعت، حفاظت از حیات وحش، حفاظت از جنگل و تلاش برای پوشش گیاهی، ارزیابی اثرات زیست‌محیطی و برنامه‌ریزی کاربری زمین، کنترل آلودگی و بهداشت محیط، پیشگیری از آتش‌سوزی، هواشناسی و نقشه‌برداری، از جمله نقشه‌برداری و ارزیابی از دور. وزیر فعلی این وزارتخانه گودموندور اینگی گوبراندسون است.

## بخش‌ها
این وزارتخانه شامل شش بخش است:
- بخش اقدام اقلیمی
- اداره محیط زیست و برنامه‌ریزی
- بخشی مالی و اداری
- اداره زمین و میراث طبیعی
- بخش دبیرخانه
- بخش هماهنگی سیاست‌ها و امور بین‌الملل